# Kálnoki Kis Dávid
Kálnoki Kis Dávid (Budapest, 1991. augusztus 6. –) magyar kupagyőztes labdarúgó, a Budafoki MTE játékosa. Édesapja, Kálnoki Kis Attila, az Újpesti Dózsa egykori világbajnok öttusázója.

## Pályafutása

### Klubcsapatokban
Kálnoki Kis Dávid Újpesten szerette meg a labdarúgást édesapja révén. Nyolcévesen kezdett el futballozni, majd tizenegy évesen került az MTK Budapest akadémiájára, 2009-ben pedig a felnőtt csapathoz került. Ugyanebben az évben, egy évre kölcsönbe szerződött az Oldham Athletic-hez. Visszatérése után a kék-fehéreknél az első csapathoz került, ahol 61 bajnoki mérkőzésen két gólt szerzett, és játszott 14 kupameccsen is. A 2014–15-ös szezonban kevesebb szerepet kapott a NB I-ben, mivel nem akart szerződést hosszabbítani, a második csapathoz került. 2015 nyarán, 14 év után elhagyta az MTK-t és az Újpest FC-hez igazolt. Újpesti karrierje során 51 bajnoki mérkőzésen egy gólt szerzett. 2018 nyarán szabadon igazolható játékosként írt alá a Budapest Honvéd csapatához, miután Újpesten lejárt  szerződése, amit nem hosszabbítottak meg. Két idényen át volt a kispesti csapat játékosa, Magyar Kupát nyert az együttessel, amelynek színeiben 16 bajnoki mérkőzésen egy gólt szerzett. 2020 decemberében közös megegyezéssel felbontották a szerződését. 2021 januárjában a Zalaegerszeghez írt alá. 2023. július 11-én bejelentették, hogy a Budapest Honvédban folytatja a pályafutását.

### A válogatottban
2016 augusztusában meghívót kapott a magyar válogatott szövetségi kapitányától, Bernd Storcktól a Telkiben edző, csak Magyarországon futballozó játékosokat tartalmazó 17 fős keretbe.
Teljesen váratlanul jött a meghívó, de annál nagyobb volt az öröm utána. Minden erőmmel azon leszek, hogy felhívjam magamra a figyelmet, és természetesen szeretnék állandó tag lenni a csapatban.

## Sikerei, díjai
Újpest
- Magyar kupagyőztes: 2017–18[10]

 Budapest Honvéd
- Magyar kupagyőztes: 2019–20

 Zalaegerszegi TE
- Magyar kupagyőztes: 2022–23